# Fatim Jawara
Fatim Jawara (* 10. März 1997 in Dippa Kunda, Kanifing Municipal; † 27. Oktober 2016 auf dem Mittelmeer zwischen Libyen und Italien) war eine gambische Fußballnationalspielerin.

## Familie
Sie wurde als jüngstes von 20 Kindern geboren. Ihr Vater war ein Imam und hatte drei Ehefrauen. Ihre Mutter war die dritte Ehefrau.

## Karriere

### Verein
Jawara begann als kleines Mädchen mit den Jungen Fußball zu spielen. Sie startete ihre Karriere in Gambia bei den Red Scorpions, wo sie 2011 in die Seniorenmannschaft aufstieg. Sie stand für den Verein Red Scorpions aus Kanifing Municipal bis zum Herbst 2016 im Tor. Zeitweise war sie an Mannschaften im Senegal und Marokko ausgeliehen.

### Nationalmannschaft
Jawara nahm mit der gambischen U-17-Nationalmannschaft an der U-17-Fußball-Weltmeisterschaft der Frauen 2012 teil, kam während des Turniers aber nicht zum Einsatz. Für die Teilnahme an der U-17-Fußball-Weltmeisterschaft erhielt sie 100.000 Dalasi, rund 2.300 Euro, vom damaligen Staatspräsident Yahya Jammeh. Sie baut von dem Geld ein kleines Dreizimmerhaus. Rund drei Jahre später im Jahre 2015 debütierte Jawara in der gambischen A-Nationalmannschaft der Frauen, in einem Freundschaftsspiel im schottischen Glasgow.

## Tod
Ende September 2016 floh Jawara aus ihrer Heimat Gambia. Sie war Fan des FC Bayern München und wollte nach Deutschland. Durch die Sahara und anschließend nach Libyen führte ihr Weg. Ende Oktober setzte Jawara als Boatpeople die Flucht von Tripolis in Richtung Lampedusa fort und ertrank am 27. Oktober 2016. Über ihren Tod berichteten zahlreiche internationale Medien wie Der Spiegel, BBC, El Mundo, The Guardian und Washington Post.